# Guarromán
Guarromán (auch: Muzquia) ist ein südspanischer Ort und eine aus dem Hauptort und mehreren Weilern bestehende Gemeinde (municipio) mit insgesamt 2.760 Einwohnern (Stand: 2024) im Westen der Provinz Jaén in der autonomen Region Andalusien.

## Lage
Guarromán liegt in der Sierra Morena knapp 63 km (Fahrtstrecke) nördlich der Provinzhauptstadt Jaén in einer Höhe von ca. 400 bis 460 ü. d. M.
Mitten durch die Gemeinde führt die Autovía A-4.
Das Klima im Winter ist gemäßigt, im Sommer dagegen warm bis heiß; die geringen Niederschlagsmengen (ca. 470 mm/Jahr) fallen – mit Ausnahme der nahezu regenlosen Sommermonate – verteilt übers ganze Jahr.

## Bevölkerungsentwicklung
| Jahr      | 1970  | 1980  | 1990  | 2000  | 2010  | 2020  |
| Einwohner | 3.116 | 3.131 | 2.891 | 2.738 | 2.917 | 2.721 |

Die deutliche Bevölkerungsrückgang in der zweiten Hälfte des 20. Jahrhunderts ist im Wesentlichen auf die nahezu ausschließliche Anpflanzung von Olivenbäumen, die damit einhergehende Mechanisierung und den daraus resultierenden  Verlust von Arbeitsplätzen zurückzuführen.

## Sehenswürdigkeiten
- Kirche der Unbefleckten Empfängnis (Iglesia de la Inmaculada Concepción) aus dem 18. Jahrhundert

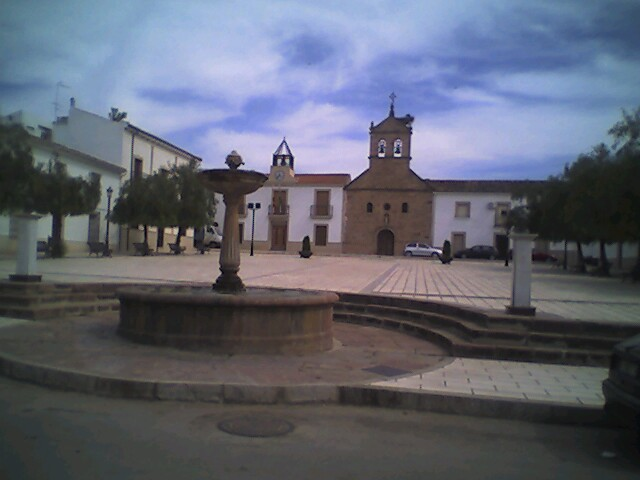
Großer Platz mit der Kirche der Unbefleckten Empfängnis

## Persönlichkeiten
- Miguel Álvarez Jurado (* 1958), Fußballtrainer